# Maghemit
Maghemit (γ-Fe2O3) je jedan od polimorfa željezovog(III) oksida (Fe2O3). Ima jednaku strukturu spinela kao magnetit i jednako ferimagnetično magnetsko uređenje.

## Struktura
Struktura maghemita temelji se na kubičnoj gustoj slagalini kisikovih aniona (O2-) s željezovim (Fe3+) kationima smještenim u oktaedarske i tetraedarske šupljine.  γ-Fe2O3 se može smatrati kao Fe3O4 s oksidiranim ionima Fe2+ i formulom {\displaystyle (\mathrm {Fe} _{8}^{\mathrm {III} })_{A}[\mathrm {Fe} _{40/3}^{\mathrm {III} }\square _{8/3}]_{B}\mathrm {O} _{32}} gdje {\displaystyle \square } predstavlja prazninu, {\displaystyle A} označava tetraedarski položaj, a {\displaystyle B} oktaedarski. Jedinična ćelija može se prikazati u kubičnom kristalnom sustavu, prostorna grupa Fd3m, s parametrom a = 8,34 Å ili u tetragonskom sustavu, prostorna grupa P43212, s parametrima a = 8,349 Å i c = 24,996 Å.

## Uporaba

### Magnetsko zapisivanje podataka
Štapićaste čestice γ-Fe2O3 duljine 0,1-1 μm koriste se uklopljene u odgovarajući polimer za izradu magnetskih traka (audio, video i kompjutorskih kaseta), disketa i tvrdih diskova.

### Ferofluidi
Nanočestice maghemita ili nekog drugog magnetskog materijala čija je površina zaštićena nekom površinski aktivnom tvari (npr. oleinska kiselina) stvaraju stabilne suspenzije u nekom otapalu i imaju posebna svojstva na koja se može utjecati pomoću magnetskog polja. Koriste se u elektroničkim uređajima.

### Biomedicina
Nanočestice maghemita koriste se u biomedicini zato što su biokompatibilne i netoksične za ljude, a njihov magnetizam omogućava daljinsko manipuliranje pomoću vanjskog magnetskog polja.